# Heinrich von Holleben
Heinrich Ludwig Friedrich Karl von Holleben (né le 9 mai 1784 à Rudolstadt et mort le 11 juin 1864 à Coblence) est un général d'infanterie prussien et écrivain militaire.

## Biographie
Les parents de Heinrich von Holleben sont le maître de chasse (de) princier de Schwarzbourg  Ernst Friedrich Ludwig von Holleben (1753-1826) de la famille noble von Holleben, et de son épouse Charlotte Ernestine, née von Nostiz (née en 1758). Heinrich a six frères et six sœurs, tous ayant atteint l'âge adulte. Il grandit sur le domaine familial d'Udersleben, il rejoint le 56e régiment d'infanterie "von Laurens (de)", désormais prussien et jusqu'en 1792 princier d'Ansbach, en tant que caporal à Ansbach le 14 mars 1798. Holleben est promu enseigne en octobre 1800 et sous-lieutenant en 1804.

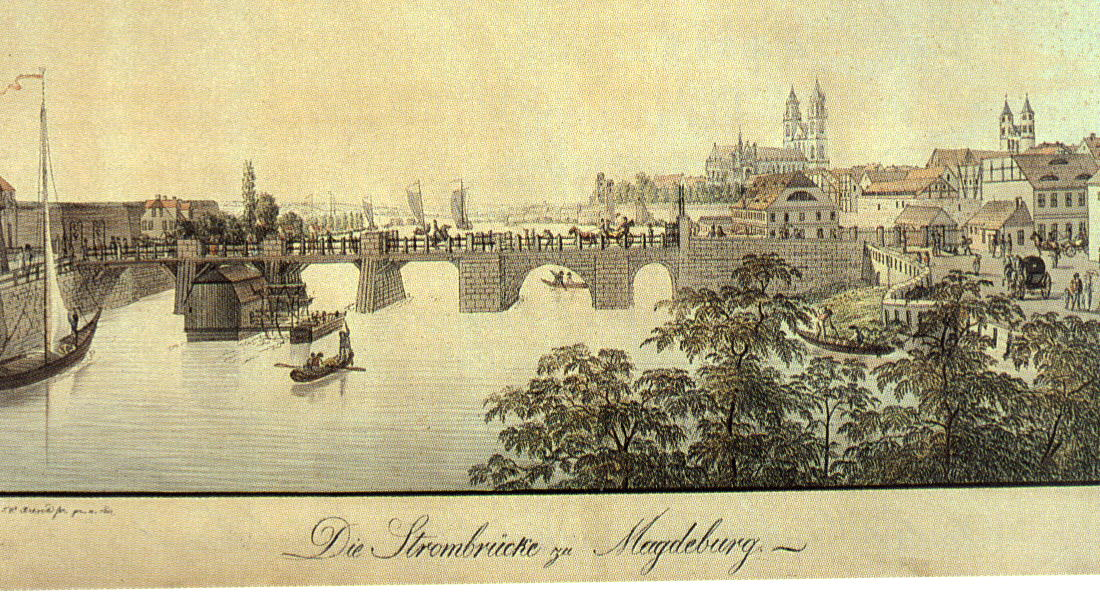
Le pont du fleuve de Magdebourg en 1810: Parce qu'il n'est pas praticable, Holleben conduit le roi à Wolmirstedt.

### Colberg 1807
Stationné dans l'électorat de Brunswick-Lunebourg occupé par les Prussiens à partir de février 1806, le régiment de Holleben est transféré à la forteresse de Magdebourg pendant la guerre de la quatrième coalition en raison de la bataille perdue à Iéna. Holleben y fait la connaissance du roi Frédéric-Guillaume III lorsqu'il le conduit hors de la forteresse lors de la retraite vers le nord le 17 octobre, et qu'il reçoit son baptême du feu lors d'une sortie. Le 6 novembre 1806, le régiment de Holleben est dissous à la suite de la capitulation de Magdebourg. 
Holleben est fait prisonnier de guerre, mais il est libéré chez lui sur sa parole d'honneur de ne plus servir contre la France dans cette guerre. Après que la France ait commencé à transporter les membres du régiment d'infanterie original d'Ansbach vers la France à la suite de la prise d'Ansbach-Bayreuth (de) en janvier 1807, Holleben ne se sent plus lié par sa parole d'honneur et part avec des camarades de régiment pour un périlleux voyage à pied de sept semaines à travers la Bohême, la Silésie et la Pologne orientale pour rejoindre l'armée prussienne en Prusse-Orientale. Le 6 avril 1807, il est affecté à Königsberg au 3e bataillon de réserve de Neumark, qui est arrivé par mer le 7 mai en tant que renforts à la forteresse assiégée de Colberg en Poméranie.
Holleben conduit un transport de prisonniers par voie maritime de Colberg à Memel et, afin de faire un rapport sur Colberg, se trouve au quartier général de Frédéric-Guillaume le 23 juin 1807. Ce jour-là, l'armistice avec la France y est conclu. Il est stipulé que les forteresses prussiennes doivent rester entre les mains de celui qui les détient au moment de l'entrée en vigueur de l'armistice. Le roi charge Holleben de porter la nouvelle à Colberg assiégé. Depuis Königsberg occupé, il utilise le système de relais français à partir du 28 juin, avec un détour par Stettin. Holleben atteint sa destination après un voyage de 800 kilomètres le 2 juillet 1807.
Le bombardement et l'assaut français sur Kolberg durent déjà depuis deux jours lorsque Holleben s'approche de la forteresse dans un chariot avec un général français et un tambour battant, qui lui a été assigné par le commandant français Louis Henri Loison. Pris à partie par les Prussiens alors qu'il sort, le général échappe de peu à la mort. Les compagnons laissent Holleben seul. Le fait qu'il n'est pas été mortellement touché sur le chemin des positions prussiennes, il le considère comme une pure coïncidence. Il peut ainsi transmettre le message de paix au commandant prussien Gneisenau. Cela met fin au siège de Colberg et sauve la ville pour la Prusse. Cinquante ans plus tard, Colberg lui décerne la citoyenneté honoraire pour son acte.
Après la paix, Holleben rejoint le bataillon de grenadiers "Waldenfels (de)", en août 1807, puis le régiment d'infanterie du Corps à Berlin . En août 1809, il devient premier lieutenant. Dans la crise de la politique étrangère en Prusse à la veille de la campagne russe de Napoléon, Gneisenau l'envoie en faux congé de décembre 1811 à février 1812 en Thuringe. Holleben a la tâche, profitant des contacts de la famille avec les princes locaux, d'enquêter sur les intentions et les mouvements de troupes de la confédération du Rhin et de les signaler à Berlin. Recommandé et antidaté à janvier 1812, il est promu capitaine d'état-major, il participe à la campagne de Russie dans le corps auxiliaire prussien.

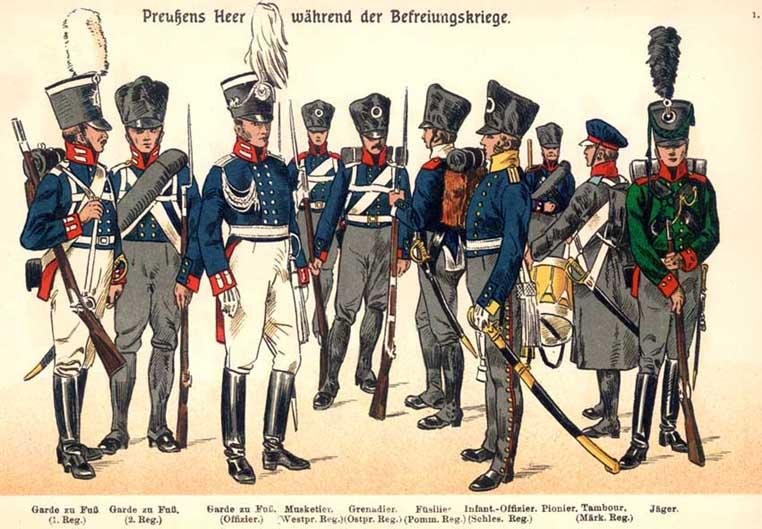
Soldats prussiens des guerres napoléoniennes. En tant que capitaine et plus tard en tant que major dans l'infanterie, Holleben porte l'uniforme de la quatrième figure à partir de la droite. À partir des uniformes de Richard Knötel, 1883

### Leipzig et Ligny 1813 et 1815

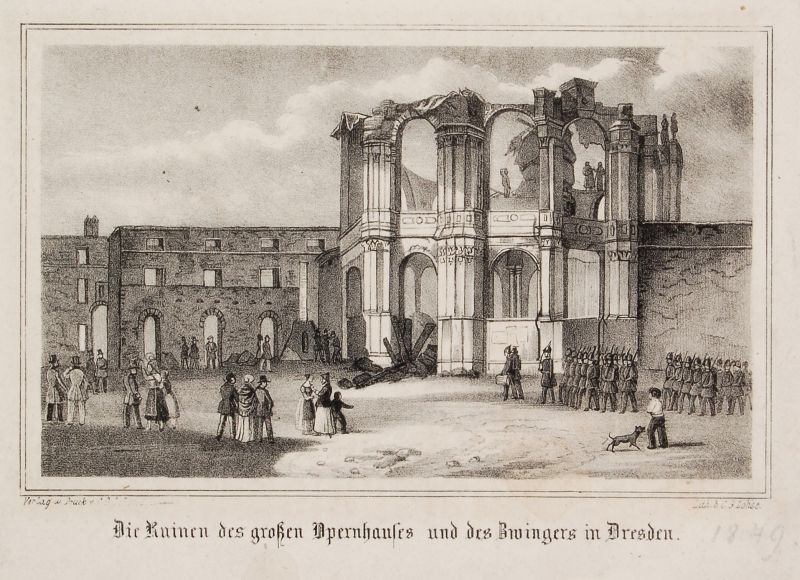
Peu de temps avant que Holleben ne s'installe à Dresde le 10 mai 1849, les révolutionnaires incendient l' et le pavillon de Zwinger

En juin 1813, Holleben prend la direction d'une compagnie en tant que capitaine et chef, pour bientôt remplacer un bataillon. Il combat dans le corps de Yorck dans la bataille de Königswartha, où il obtient la croix de fer de deuxième classe, dans la bataille de Bautzen et de Leipzig.
Immédiatement après la bataille, Yorck lui confie la tâche d'observer les Français en retraite afin de lui rapporter leurs intentions, leur force et leur direction ainsi que les allées et venues respectives de Napoléon. Holleben constitue une patrouille d'une vingtaine de cosaques et de chasseurs volontaires prussiens multilingues, qui ressemble à une unité de patrouille russe. Il les menait de façon méconnaissable comme des civils à cheval. Aux déserteurs français qui se rendent à son commandement, il donne des bordereaux au corps de Yorck. Yorck distingue Holleben d'une manière particulière le 26 octobre en lui faisant réciter personnellement son rapport final au commandant en chef Blücher et au chef d'état-major de Gneisenau.
Holleben participe à l'avancée vers le Rhin et en France. La participation au blocus du Luxembourg lui vaut l'Ordre russe de Saint Vladimir de 4e classe. Pour le combat de la Chaussée le 3 février 1814, Holleben reçoit la croix de fer 1re classe, à la bataille de Château-Thierry le 12 février, il est grièvement blessé. Pendant son congé de convalescence, il se marie le 28 août 1814 avec sa cousine Amalie von Holleben.
Après le retour de Napoléon, Holleben commande un bataillon du régiment d'infanterie du Corps en tant que major à partir d'avril 1815. Parce que le bataillon de Holleben a mis en fuite la cavalerie attaquante à la baïonnette lors combats à Sombreffe lors de la bataille de Ligny et de la bataille de Rocquencourt, il reçoit l'ordre Pour le Mérite avec feuilles de chêne en octobre 1815.
Dans la période de paix suivante, Holleben prend le commandement du 17e régiment d'infanterie basé à Düsseldorf. Lors de la crise rhénane de 1840, le roi Frédéric-Guillaume IV l'envoie à Heilbronn, où le 8e corps d'armée est rassemblé et le nomme ensuite inspecteur des forces d'occupation des forteresses fédérales. Holleben gravit les échelons en 1843 en tant que commandant de la  4e division d'infanterie à Stargard-en-Poméranie, et en 1844 en tant que commandant de la 16e division d'infanterie à Trèves et promu lieutenant général, jusqu'à ce qu'il devienne commandant de la 5e division d'infanterie à Francfort-sur-l'Oder le 13 avril 1848.

### Dresde et Bade 1849
Après que la Saxe ait demandé le soutien de la Prusse dans la campagne de constitution impériale visant à réprimer le soulèvement de mai à Dresde, Holleben assemble une division  à partir d'unités de la Landwehr en mai 1849. Lorsqu'il arrive à Dresde par le chemin de fer en provenance de Görlitz le 10 mai à la tête de sa division, qui s'est entre-temps étoffée de onze bataillons et de deux régiments de cavalerie, les troupes prussiennes et saxonnes commandées par le colonel Waldersee ont déjà mis fin au combat des barricades plusieurs heures auparavant, et la ville est désertée par les révolutionnaires en fuite. Le même jour, le ministère saxon de la Guerre confie à Holleben le commandement de toutes les troupes prussiennes et saxonnes en dehors de Dresde. Il n'y a pas eu de combats ou d'arrestations massives en Saxe. Plus tard, le roi Frédéric-Auguste II lui décerne plus tard la Grand-Croix de l'Ordre du Mérite. Dès le 25 mai, Holleben peut conduire sa division jusqu'à la forteresse prussienne d'Erfurt, d'où elle a été déplacée dans la région du Neckar pour combattre la Révolution de Bade.
Au grand dam de Holleben, le doyen Karl von der Groeben (de) reçoit le commandement de ses troupes. Le commandant en chef, le prince Guillaume de Prusse, libère Holleben de cette situation embarrassante en l'emmenant à la suite à son quartier général. Mais Holleben n'a eu qu'une seule fois l'occasion de commander, lors de l'escarmouche de Bischweier. Après que la capitulation de Rastatt met fin à la campagne, le prince de Prusse nomme Holleben gouverneur de Rastatt. Ses réalisations sont ainsi honorées le 28 juillet 1849 par la remise des épées de l'Ordre de l'Aigle rouge de 1re classe avec feuilles de chêne. Le 1er novembre 1849, Holleben, qui a de nouveau pris le commandement de la 5e division, présente sa démission à Frédéric-Guillaume IV pour des raisons de santé.
Titulaire du caractère de général de l'infanterie, Holleben est mis à la retraite le 3 novembre 1849 avec la pension légale. Le contexte de son départ n'est pas clair. Après deux ans à Berlin, Holleben se rend en Rhénanie, où il vit parmi sa famille et ses amis de longue date, notamment la famille du général Moritz von Hirschfeld. Holleben continue à publier ses contributions théoriques militaires jusque dans sa vieillesse. Il dédie sa dernière œuvre à la mémoire d'Eugen von Hirschfeld. Il est enterré à Coblence, où il est mort à l'âge de 80 ans.

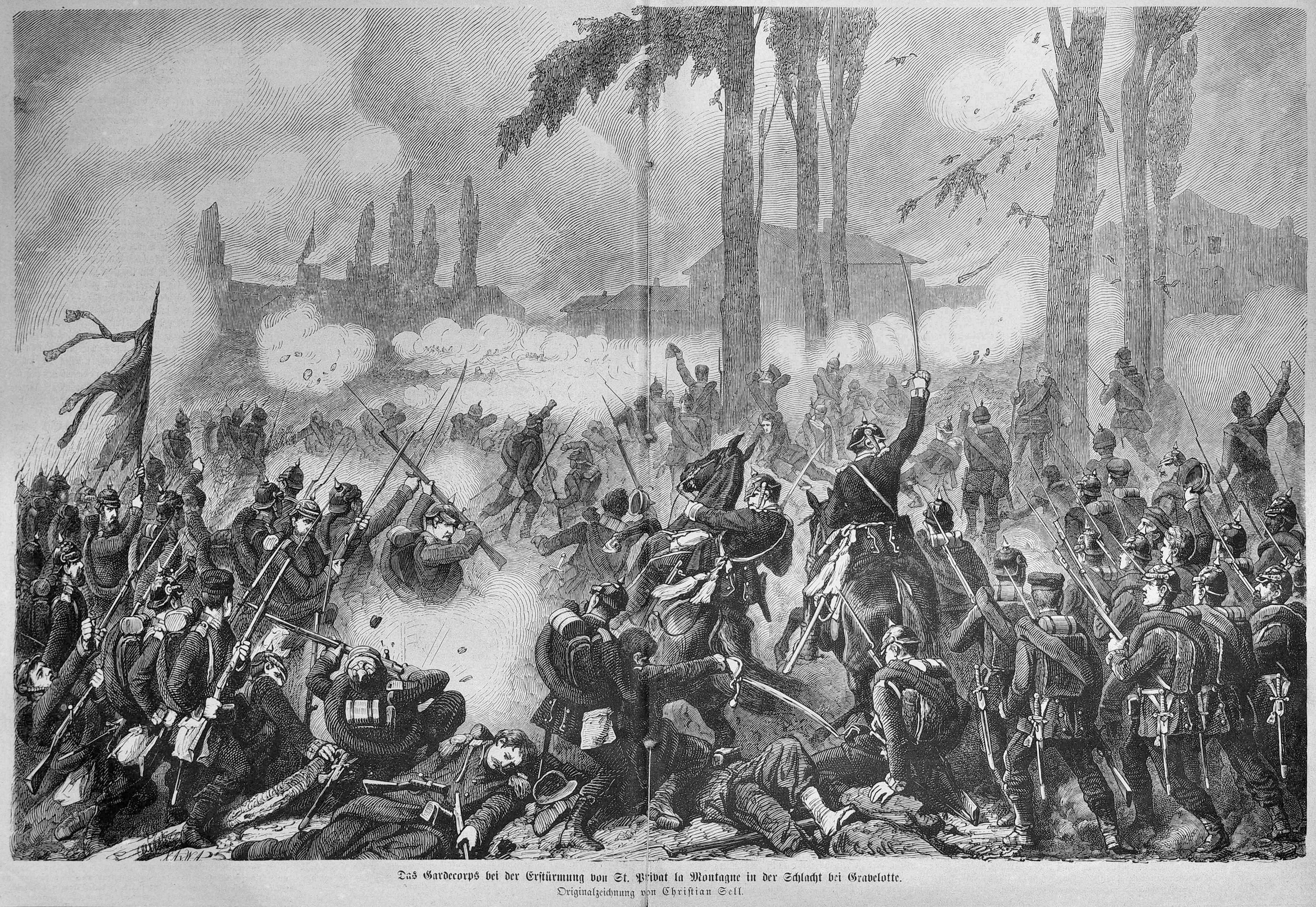
L'infanterie prussienne attaquant en colonnes serrées subit de lourdes pertes lors de la guerre franco-prussienne. Illustration d'une scène de la bataille de Saint-Privat dans le journal Die Gartenlaube de Christian Sell, 1871

### Écrivain militaire
Holleben, qui a toujours reçu les meilleures notes de ses supérieurs, a déjà expérimenté pendant les guerres napoléoniennes des variantes tactiques pour briser la colonne encombrante du bataillon. our la première fois, le 2 février 1814, son bataillon se déplace en colonnes d'une seule compagnie, exploitant les possibilités du champ de bataille, à Vitry-le-François. Holleben propage ensuite ses innovations tactiques en tant qu'écrivain militaire dans des articles de magazines et des publications individuelles. Lorsque la commission de révision des règlements d'exercice de l'infanterie est nommée à l'automne 1841, il est présent. Holleben acquis la réputation de "père de la colonne d'entreprise" qui trouve sa place dans les nouvelles réglementations de 1847, mais sans être systématiquement appliquée. Ce n'est qu'en raison de l'utilisation de fusils à chargement par la culasse à tir rapide, comme le fusil Chassepot français dans la guerre de 1870/71, que la tactique de la colonne est abandonnée.

## Famille
Holleben se marie le 24 août 1814 à Udersleben avec Amalie von Holleben (1782-1878). Le mariage a les enfants suivants:
- Ernst Albert Ludwig (de) (1815–1908), avocat et chancelier du royaume de Prusse marié à Hermine Kühle (1822-1883)
- Heinrich Carl Ludwig (né le 15 avril 1817 et mort le 27 février 1833), inhumé au cimetière de Golzheim
- Charlotte (1819-1852) mariée en 1847 avec  Franz von Frobel (1802-1886), lieutenant général prussien
- Amalie (1820-1905) mariée en 1854 avec Franz von Frobel (1802-1886), lieutenant général prussien
- Friedrich Ludwig (1823-1870), lieutenant-colonel, est décédé à Coblence des suites de blessures reçues à Saint-Privat

marié le 8 octobre 1853 avec Betha von Löper (morte en 1854)
marié en décembre 1855 avec Aline von Hirschfeld née en 1836) (probablement identique à Ida Albine Viktoria von Hirschfeld)
- Friedrich Wilhelm Karl Ludwig (né en 1824) marié le 2 juin 1856 avec Ida Albine Viktoria von Hirschfeld, fille du général d'infanterie prussien Moritz von Hirschfeld

## Publications
- Leitfaden zum Vortrage der Kriegs-Wissenschaften. G. Reimer, Berlin 1832.
- Militairische Betrachtungen aus den Erfahrungen eines preussischen Offiziers. G. Reimer, Berlin 1838.
- Die preußische Landwehr und ihre Bedeutung. Berlin 1850.
- Der Kriegsminister in der letzten Krisis. Von einem Preußischen Patrioten. Weidmannsche Buchhandlung, Leipzig 1851²

Diese Schrift hatte eine Erwiderung durch Johann Ludwig Urban Blesson (de) zur Folge: „Blesson, L.: Suum cuique oder Beleuchtung der Schrift: Der Kriegsminister in der letzten Krisis Von einem preußischen Patrioten.“ Schneider und Comp., Berlin 1851.
- Das Preussische Zündnadel-Gewehr, seine Bestimmung und Bedeutung. Vom Verfasser: „Die preussische Landwehr und ihre Bedeutung [ein alter Schütze]“. Berlin 1851.
- Militairisches Altes und Neues. Mittler, Berlin 1853.
- Militairisches Altes und Neues. Von dem Verfasser der „Militairischen Betrachtungen aus den Erfahrungen eines alten Preußischen Offiziers“. Zweiter Theil. Mittler, Berlin 1854.
- Erinnerungen an Eugen und Moritz von Hirschfeld aus Deutschland und Spanien. Zusammengestellt von einem 80-jährigen Veteranen des Yorkschen Corps vom Leib-Regimente. Mittler, Berlin 1863.